# Iris pumila
Espèce
Classification phylogénétique
Iris pumila (appelé aussi Iris nain mais qui est une dénomination vernaculaire commune à Iris lutescens, espèce proche au moins dans sa taille) - est une plante herbacée vivace de la famille des Iridacées originaire d'Asie et d'Europe centrales.
Nom russe : Ирис карликовый

## Description
Il s'agit d'un iris à rhizome.
Sa taille reste modeste : 10 à 20 centimètres de haut, mais avec une fleur assez grosse par rapport à la hauteur de la plante. Cette stature basse est à l'origine de l'épithète spécifique. Elle est adaptée à un habitat de pelouse basse régulièrement tondue par des mammifères herbivores.
La floraison a lieu d'avril à mai. La fleur comporte trois grands sépales à crête et trois pétales de plus petite taille. Leurs formes et leurs largeurs sont variables, y compris dans une même population. 
Les populations sauvages de cette espèce étalent souvent une étonnante variété de coloris sur un même site. Les fleurs présentent principalement deux gammes chromatiques dans la nature : une gamme bleu-violet, allant du lavande clair au violet très foncé pouvant tirer sur le pourpre, ou bleu plus ou moins foncé pouvant aller jusqu'à l'outremer, le bleu pâle se trouve également, et une autre gamme de tons jaunes, allant du blanc crème au jaune vif, avec des nuances variées. Une fleur combine souvent plusieurs nuances dans une même gamme, mais elle peut également être multicolore.
L'iris nain est le plus parfumé et celui au parfum le plus variable parmi toutes les espèces d'iris.
Le décompte de chromosomes de l'Iris nain a conduit à des résultats contradictoires pour une seule espèce : 20, 24, 30, 32 ou 36 chromosomes selon les références. Cela suggère une présence d'hybrides ou simplement de plusieurs espèces formellement proches, position étayée par le grand nombre de variétés ou sous-espèces souvent elles-mêmes considérées comme des hybrides.

## Position taxinomique
L'iris nain est classé dans le sous-genre Iris, section Iris.
Quatre homonymes sont répertoriés :
- Iris pumila Vill. (1787)
- Iris pumila Biv.
- Iris pumila Sibth. & Sm. (1806)
- Iris pumila Griseb. (1843)

Cette espèce compte de nombreuses sous-espèces, variétés et formes botaniques, avec aussi des synonymies croisées :
- Iris pumila fo. acuta Prodán (1941)
- ris pumila subsp. aequiloba (Ledeb.) K.Richt. (1890) - synonyme : Iris aequiloba Ledeb.
- Iris pumila fo. albiflora Schur (1866)
- Iris pumila fo. atroviolacea Schur (1866)
- Iris pumila subsp. attica Hayek - cette sous-espèce est à 16 chromosomes
- Iris pumila subsp. attica (Boiss. & Heldr.) K.Richt. (1890) - homonyme du précédent - synonyme : Iris attica Boiss. & Heldr.
- Iris pumila var. barthii Prodán & Buia (1945) - synonyme : Iris × barthii (Prodán & Buia) Prodán & Nyar. (1966)
- Iris pumila var. barthiiformis Prodán (1945) - synonyme : Iris × barthiiformis (Prodán) Prodán & Nyar. (1966)
- Iris pumila var. binata (Schur) Schur (1866) - synonyme : Iris × binata Schur (1860)
- Iris pumila var. dobrogensis Prodán (1935)
- Iris pumila var. guertleri Prodán (1935) - synonyme : Iris × guertleri (Prodán) Prodán (1946)
- Iris pumila var. heliotropii Prodán & Borza (1935)
- Iris pumila var. latispatha Prodán & Borza (1935)
- Iris pumila var. lutea Ker Gawl. (1809)
- Iris pumila var. macrocarpa Prodán (1941) - synonyme : Iris napocae var. macrocarpa (Prodán) Prodán (1966)
- Iris pumila fo. moldavica Prodán (1935) - synonyme : Iris × guertleri var. moldavica (Prodán) Prodán (1966)
- Iris pumila var. ochroleuca Prodán & Borza (1935)
- Iris pumila var. pseudopumilioides Prodán (1935) - synonyme : Iris × pseudopumilioides (Prodán) Prodán (1946)
- Iris pumila fo. romanica Prodán & Borza (1935)
- Iris pumila var. rozaliae Prodán (1935)
- Iris pumila var. scapifera Borbás (1896)
- Iris pumila var. scariosa (Willd. ex Link) Schmalh. (1897) - voir Iris scariosa Willd. ex Link[4]
- Iris pumila subsp. sintenisiiformis Prodán (1941)
- Iris pumila subsp. stenoloba (A.DC. ex Baker) K.Richt. (1890) - synonyme : Iris stenoloba A.DC. ex Baker
- Iris pumila subsp. taurica (Lodd.) Rodion. & Shevch. (1979) - synonyme : Iris taurica Lodd.
- Iris pumila subsp. transsilvanica (Schur) Asch. & Graebn. (1906) - synonymes : Iris transsilvanica Schur (1853), Iris clusiana var. transsilvanica (Schur) Schur (1866)
- Iris pumila subsp. tristis (Nyman) K.Richt. (1890) - synonymes : Iris pumila var. tristis (Rchb.) Nyman (1882), Iris tristis Rchb. (1847) (homonyme de Iris tristis L.f.)
- Iris pumila fo. violacea Prodán (1845) - synonyme : Iris × barthiiformis fo. violacea (Prodán) Prodán & Nyar. (1966)

## Distribution
Cette belle espèce d'iris habite une très vaste aire de distribution, centrée sur la steppe eurasienne où elle est particulièrement abondante, mais elle est aussi présente bien au delà dans divers types de pelouses ouvertes. Son aire va de l'Europe centrale à l'Asie : Autriche, Balkans, Grèce, Roumanie, Turquie, Arménie, Ukraine, Russie jusqu'au sud de la Sibérie, Kazakhstan...

## Utilisation
L'iris nain est très largement répandu en horticulture florale. De nombreux cultivars, outre les variétés précédentes, sont disponibles sur le marché, par exemple :
- Iris pumila 'Azurea' - bleu très clair
- Iris pumila 'Blue Denim' - bleu clair
- Iris pumila 'Cherry Garden' - mauve
- Iris pumila 'Crispy' - blanc
- Iris pumila 'Ritz' - jaune
- Iris pumila 'Variegata' - feuillage panaché

...

## Galerie

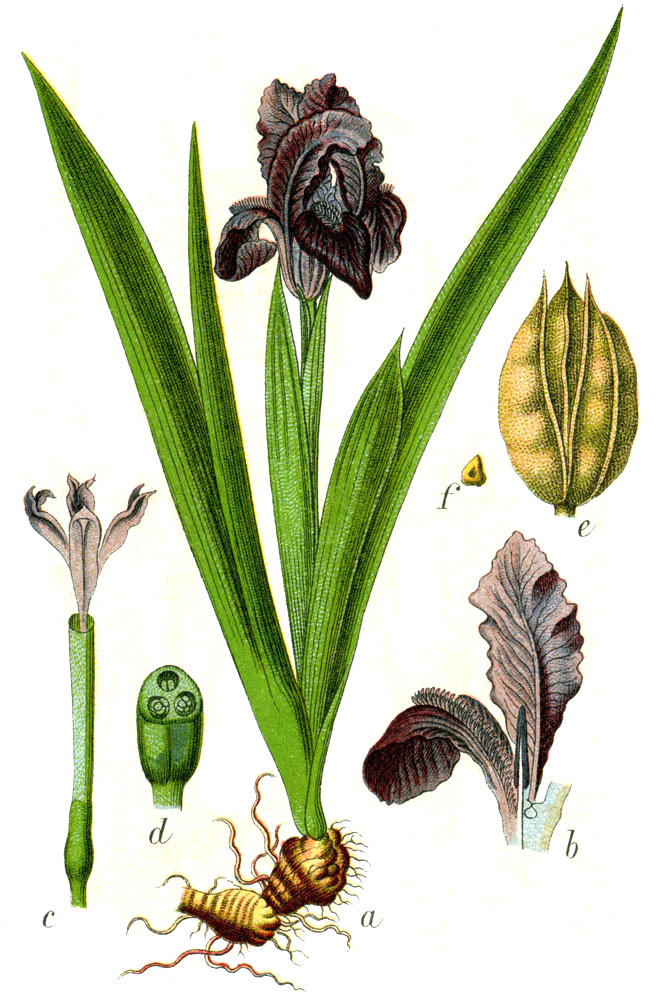
Planche botanique de Iris pumilia
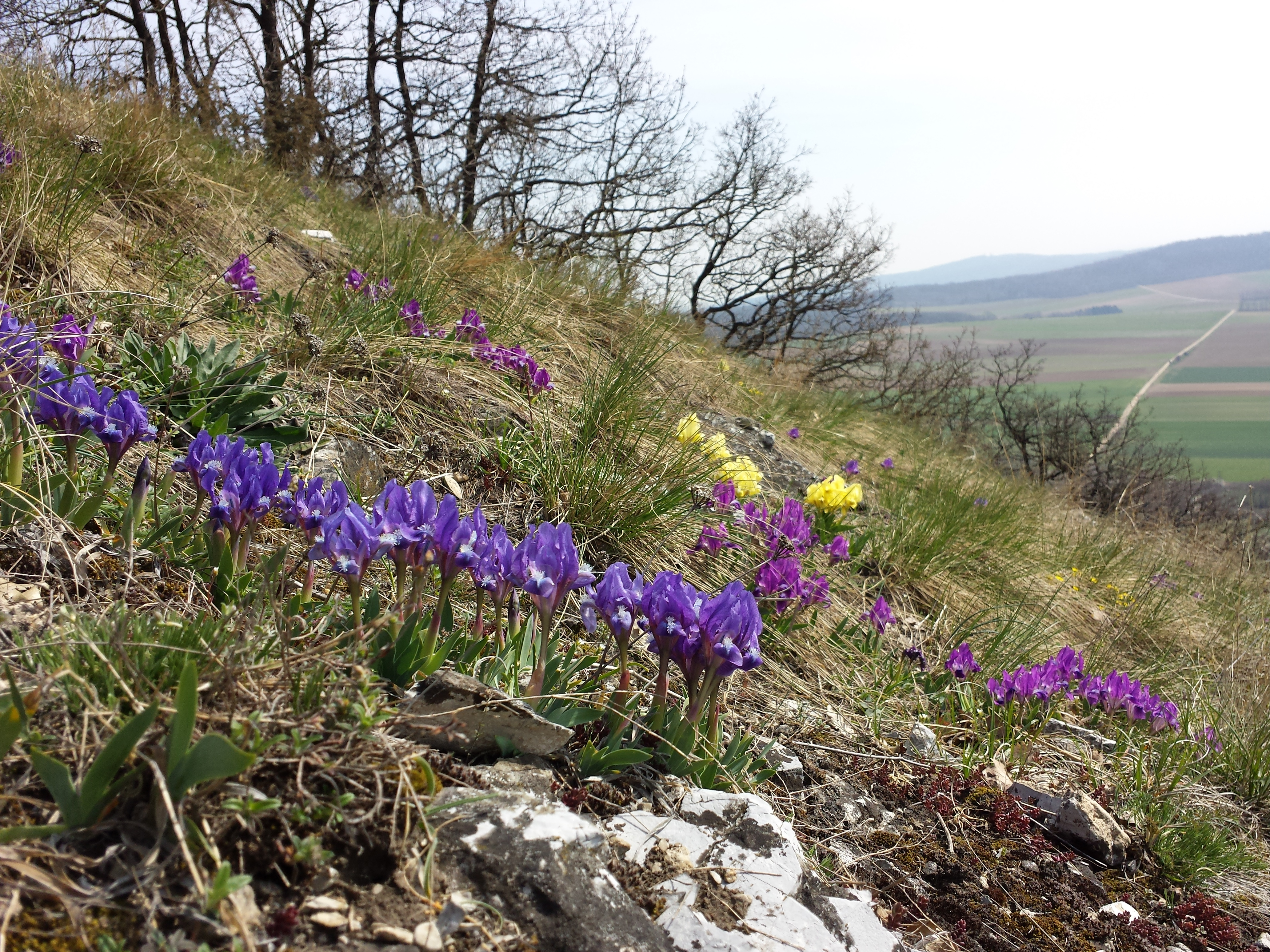
Groupes d'iris bleus, violets ou jaunes, dues à la colonisation de la prairie par les rhizomes. Autriche.
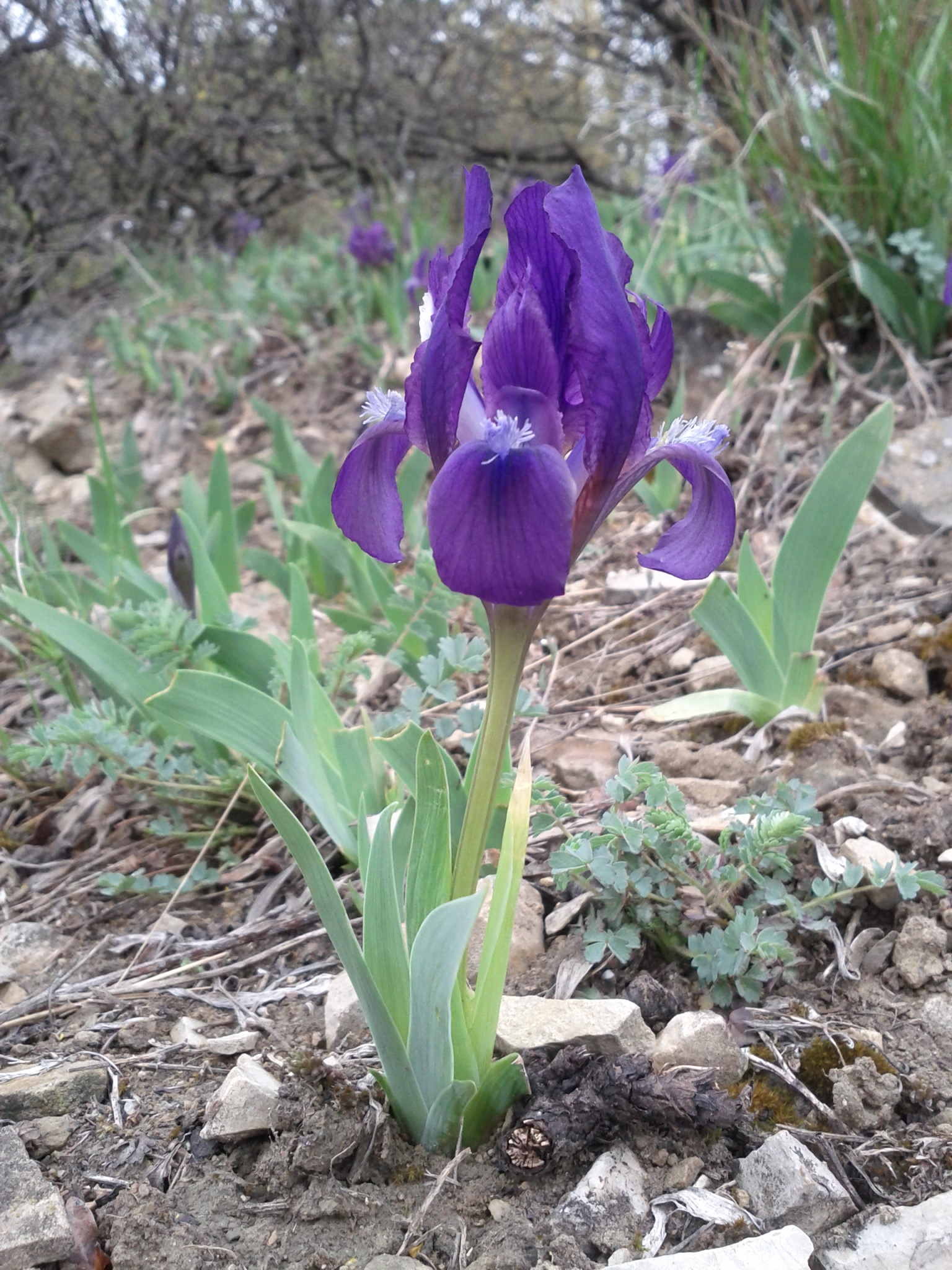
Fleur d'Iris pumila à l'état sauvage en Autriche.
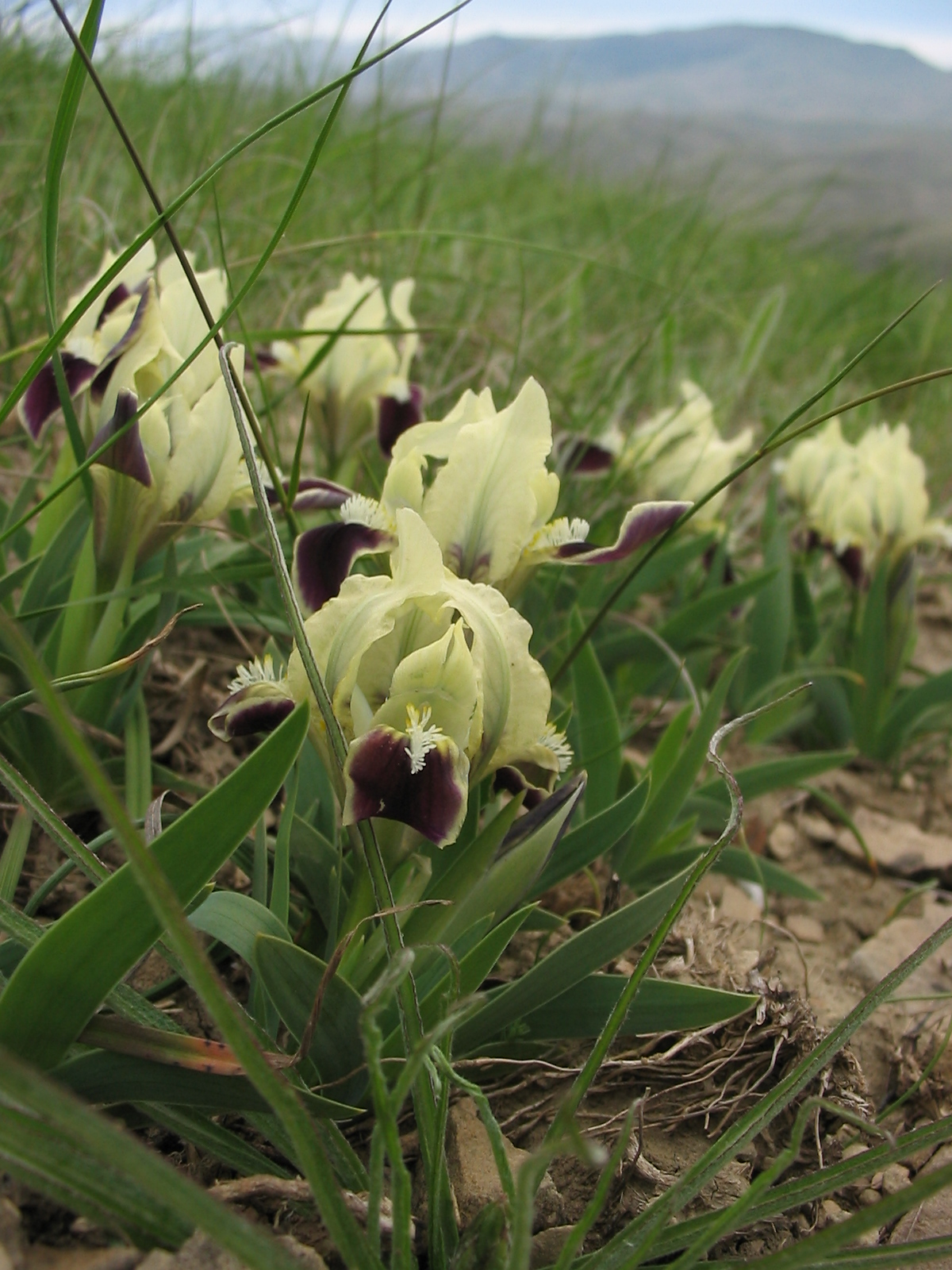
Des Iris pumila clairs, en Crimée.
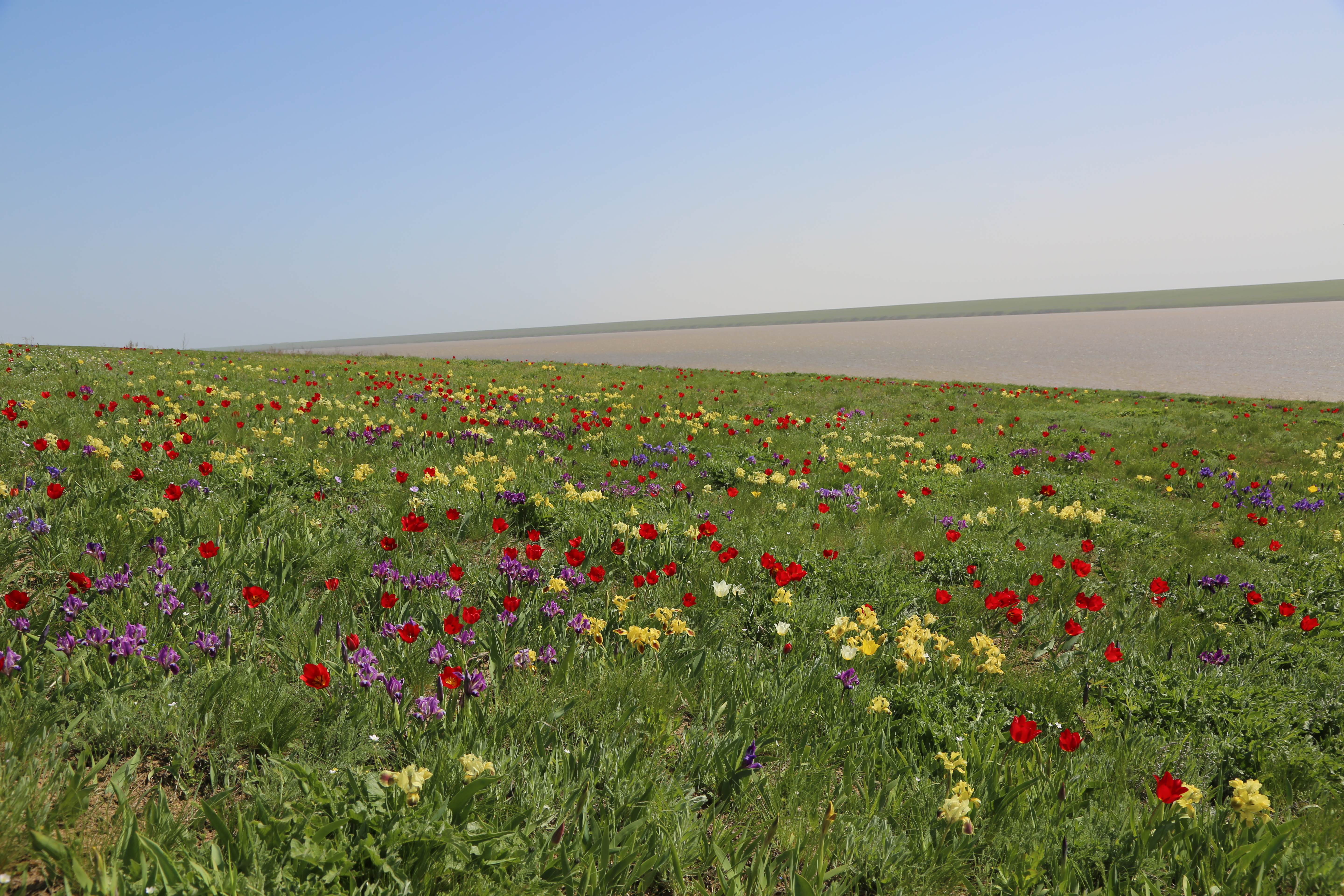
Dans la steppe russe Iris pumila cohabite à l'état sauvage avec tulipa suaveolens et d'autres fleurs de printemps.